# Liste der Monuments historiques in Maudétour-en-Vexin
Die Liste der Monuments historiques in Maudétour-en-Vexin führt die Monuments historiques in der französischen Gemeinde Maudétour-en-Vexin auf.

## Liste der Bauwerke
| Bezeichnung       | Beschreibung | Standort | Kennzeichnung | Schutzstatus | Datum | Bild           |
| ----------------- | ------------ | -------- | ------------- | ------------ | ----- | -------------- |
| Schloss Maudétour |              | (Lage)   | PA00080121    | Inscrit      | 1947  | weitere Bilder |